# Comité de vigilance de Montmartre

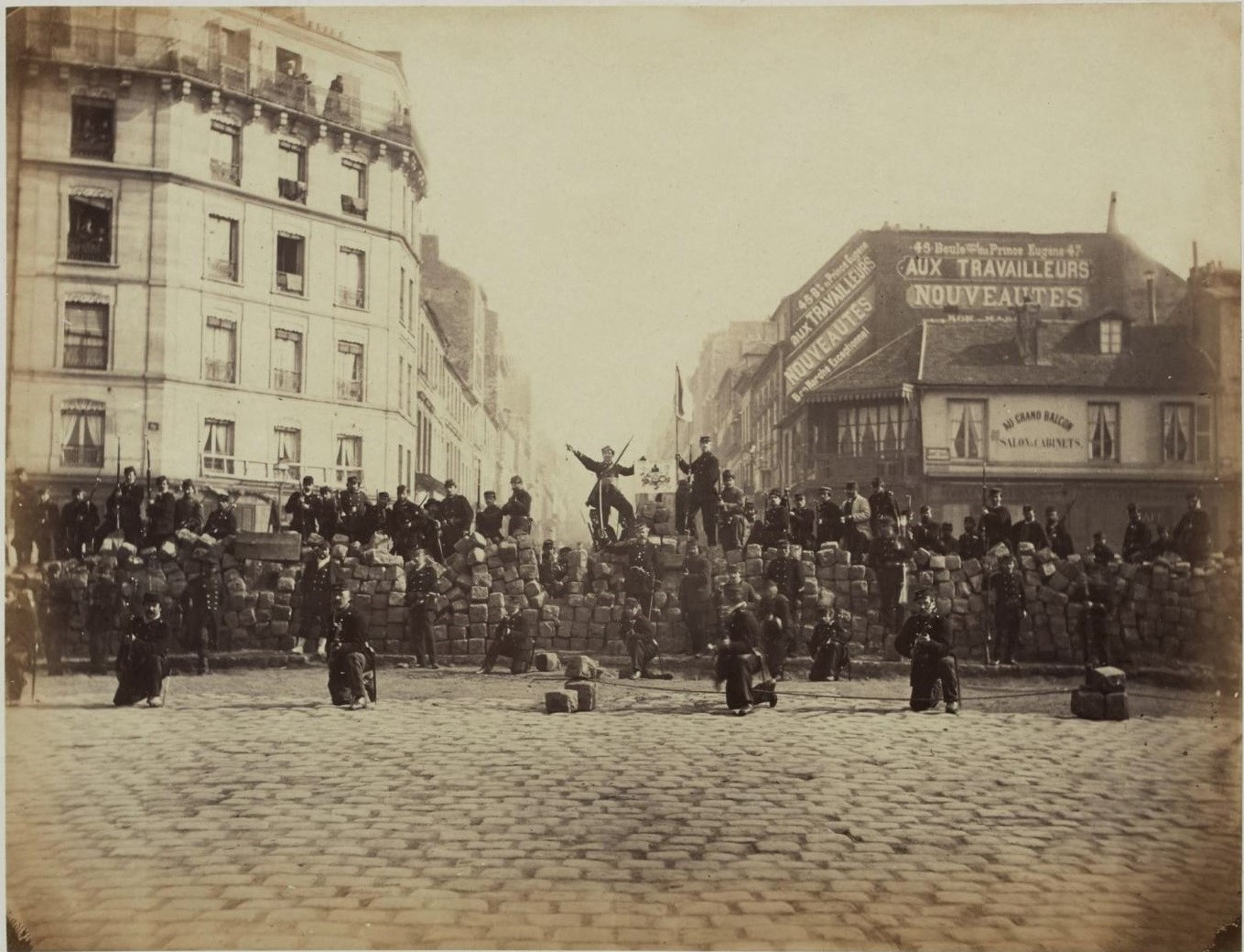
Une barricade lors du soulèvement du 18 mars 1871.

Le Comité de vigilance de Montmartre, aussi appelé Comité de Vigilance du 18e arrondissement, est une association politique sise rue de Clignancourt peu avant le siège de Paris, active pendant la Commune de Paris.

## Le Comité
Le Comité est créé après le 4 septembre 1870 par Clemenceau fraîchement nommé  maire du 18e arrondissement et est présidé par Sophie Poirier.
Dans La Commune, Louise Michel raconte que Poirier, Blin et Excoffon allèrent la chercher à la sortie de sa classe pour créer le comité de vigilance de Montmartre.
Liée de près à l'Association internationale des travailleurs (AIT), ses membres, dont l'égérie de la Commune, Louise Michel, la féministe Paule Minck, l'élu du Conseil de la Commune Théophile Ferré, Anna Jaclard, une féministe qui refusa de se marier avec Dostoïevsky, Jules Bergeret, l'un des meneurs du Comité, etc., étaient proches du mouvement ouvrier socialiste (tendance marxiste et libertaire).
Le Comité de vigilance joua un rôle crucial dans la défense des canons de la Butte Montmartre, événement qui initia le soulèvement du 18 mars 1871. 
Il participa, avant même la proclamation de la Commune et ce soulèvement, à l'organisation sociale du quartier (éducation, participation à la défense de Paris, assistance sociale, propagande, etc.), étant ainsi un symbole du principe communard de l'association fédérale. Madame Barrois, membre assesseur, déposa une motion pour l'échange de Auguste Blanqui contre l'Archevêque de Paris, Georges Darboy, sans succès,. Poirier, Jaclard et Léo réagissent à la proclamation de la Commune, en tant que membres de ce comité, et deviennent ambulancières.
Selon Histoire de la Commune de 1871 (1876) de Lissagaray, lorsque le général Lecomte, chargé de retirer au peuple parisien les canons de Montmartre, fut fait prisonnier par sa troupe, le Comité, en particulier Ferré, Jaclard et Bergeret, émit un ordre au commandant de la Garde nationale chargé de la garde du général à Château-Rouge afin d'assurer sa protection en vue de son jugement. L'ordre arriva juste après que Lecomte soit changé d'endroit. Le général fut ainsi fusillé par ses soldats, malgré les efforts, sur place, de Clémenceau lui-même. 
Le Comité de vigilance fut actif jusqu'à la Semaine sanglante de mai 1871. Une grande partie de ses membres furent tués sur les barricades, les survivants soit exécutés, à l'instar de Théophile Ferré, soit contraints à l'exil ou à la déportation, comme Louise Michel.